# Apistobranchus typicus
Apistobranchus typicus is een borstelworm uit de familie Apistobranchidae. Het lichaam van de worm bestaat uit een kop, een cilindrisch, gesegmenteerd lichaam en een staartstukje. De kop bestaat uit een prostomium (gedeelte voor de mondopening) en een peristomium (gedeelte rond de mond) en draagt gepaarde aanhangsels (palpen, antennen en cirri).
Apistobranchus typicus werd in 1887 voor het eerst wetenschappelijk beschreven door Webster en Benedict als Ethocles typicus.